# Sør-Aurdals kommun
Sør-Aurdals kommun (norska: Sør-Aurdal kommune) är en kommun i Innlandet fylke i Norge. Kommunens centralort är tätorten Bagn.
Europaväg 16 mellan Oslo och Bergen går genom kommunen.

## Administrativ historik
Sør-Aurdals kommun bildades på 1830-talet samtidigt med flertalet andra norska kommuner. 1894 bildades Etnedals kommun ur delar av Sør- och Nord-Aurdals kommuner. 1984 överfördes ett obebott område i Makalausfjellet till Nord-Aurdals kommun.

## Tätorter
I Sør-Aurdals kommun finns en tätort:
- Bagn (centralort)

## Socknar
Inom Norska kyrkan är Sør-Aurdals kommun indelad i fem socknar:
- Bagns socken
- Begnadalens socken
- Hedalens socken
- Leirskogens socken
- Reinli socken

Socknarna ingår i Valdres prosteri i Hamars stift.